# Zosterops vellalavella
El anteojitos de la Vella Lavella (Zosterops vellalavella) es una especie de ave paseriforme de la familia Zosteropidae endémica de las islas Salomón.

## Distribución geográfica y hábitat
Se encuentra solo en Vella Lavella y las pequeñas islas adyacentes, en el noroeste de las islas Nueva Georgia, en el archipiélago de las islas Salomón.
Sus hábitats naturales son las bosques tropicales o subtropicales húmedos.

## Estado de conservación
Se encuentra amenazada por la pérdida de su hábitat natural.